# Richard Bokatola-Lossombo
Richard Bokatola-Lossombo (ur. 11 kwietnia 1979 w Brazzaville) – kongijski piłkarz grający na pozycji pomocnika.

## Kariera klubowa
Karierę piłkarską Bokatola-Lossombo rozpoczął w klubie Inter Brazzaville. W 1998 roku zadebiutował w nim w kongijskiej lidze. Następnie wyjechał do Niemiec i został zawodnikiem Karlsruher SC. W latach 1998–2000 grał w jego rezerwach w Regionallidze. Z kolei w latach 2000–2002 był zawodnikiem innego klubu z Regionalligi, VfR Mannheim.
Latem 2002 roku Bokatola-Lossombo przeszedł do albańskiego klubu Vllaznia Szkodra. W 2003 roku wywalczył z nim wicemistrzostwo Albanii. W 2006 roku odszedł do Flamurtari Wlora i grał w nim w sezonie 2006/2007. Z kolei w sezonie 2007/2008 był zawodnikiem dwóch klubów, najpierw Kastrioti Kruja, a następnie KF Elbasani. W sezonie 2008/2009 grał w KS Lushnja, a w sezonie 2009/2010 w drugoligowej Turbinie Cërrik. Karierę zakończył w 2011 roku jako gracz klubu Bangkok Christian College FC z trzeciej ligi tajlandzkiej.
| Sezon   | Klub                         | Kraj      | Rozgrywki            | Mecze | Bramki |
| ------- | ---------------------------- | --------- | -------------------- | ----- | ------ |
| 1998    | Inter Brazzaville            | Kongo     | Championnat National | ?     | ?      |
| 1998/99 | Karlsruher SC II             | Niemcy    | Regionalliga         | 15    | 3      |
| 1999/00 | Karlsruher SC II             | Niemcy    | Regionalliga         | 29    | 3      |
| 2000/01 | VfR Mannheim                 | Niemcy    | Regionalliga         | 20    | 2      |
| 2001/02 | VfR Mannheim                 | Niemcy    | Regionalliga         | 3     | 0      |
| 2002/03 | KF Vllaznia                  | Albania   | Kategoria Superiore  | 20    | 0      |
| 2003/04 | KF Vllaznia                  | Albania   | Kategoria Superiore  | 4     | 0      |
| 2004/05 | KF Vllaznia                  | Albania   | Kategoria Superiore  | 0     | 0      |
| 2005/06 | KF Vllaznia                  | Albania   | Kategoria Superiore  | 11    | 2      |
| 2006/07 | Flamurtari Wlora             | Albania   | Kategoria Superiore  | 27    | 1      |
| 2007/08 | KS Kastrioti                 | Albania   | Kategoria Superiore  | 12    | 0      |
| 2007/08 | KF Elbasani                  | Albania   | Kategoria Superiore  | 7     | 0      |
| 2008/09 | KS Lushnja                   | Albania   | Kategoria Superiore  | 13    | 1      |
| 2009/10 | Turbina Cërrik               | Albania   | Kategoria e Parë     | 17    | 2      |
| 2011    | Bangkok Christian College FC | Tajlandia | Thai League 3        | 1     | 0      |

## Kariera reprezentacyjna
W reprezentacji Konga Bokatola-Lossombo zadebiutował 4 września 1994 roku w zremisowanym 1:1 meczu kwalifikacji do Pucharu Narodów Afryki 1996 z Gambią, rozegranym w Pointe-Noire. W 2000 roku został powołany do kadry na Puchar Narodów Afryki 2000. Na tym turnieju rozegrał trzy mecze: z Marokiem (0:1), z Nigerią (0:0) i z Tunezją (0:1). Od 1994 do 2001 wystąpił w kadrze narodowej 10 razy i strzelił 1 gola.